# 王景祚
王景祚，字振公，號迂叟，直隸省順天府文安縣（今河北省文安縣）人，清朝政治人物、進士出身。

## 生平
順治三年（1646年）登進士，改山西太原府推官、甯武道。順治九年（1652年）任廣東道監察御史。順治十一年（1654年）任山東左參議。順治十六年（1659年）任杭嘉湖道。順治十七年（1660年）任太常寺少卿。康熙六年（1667年）任都察院左僉都御史、奉天府府尹。康熙十年（1671年）任大理寺卿。康熙十四年（1675年）任鴻臚寺卿。